# القمر الطفل (فلم)
القمر الطفل فيلم ياباني. أنتج في 2003.

## روابط خارجية
- القمر الطفل على موقع IMDb (الإنجليزية)
- القمر الطفل على موقع روتن توميتوز (الإنجليزية)
- القمر الطفل على موقع نتفليكس (الإنجليزية)
- القمر الطفل على موقع أول موفي (الإنجليزية)
- القمر الطفل على موقع فيلمافينيتي (الإسبانية)
- القمر الطفل على موقع قاعدة بيانات الفيلم (الإنجليزية)
- القمر الطفل على موقع ليتربوكسد (الإنجليزية)
- القمر الطفل على موقع كينوبويسك (الروسية)